# الأبزر (صنعاء القديمة)

تعديل مصدري - تعديل

حارة الابزر هي إحدى حارات مدينة صنعاء القديمة، بلغ تعداد سكانها 432 نسمة حسب تعداد اليمن لعام 2004.